# Rischok

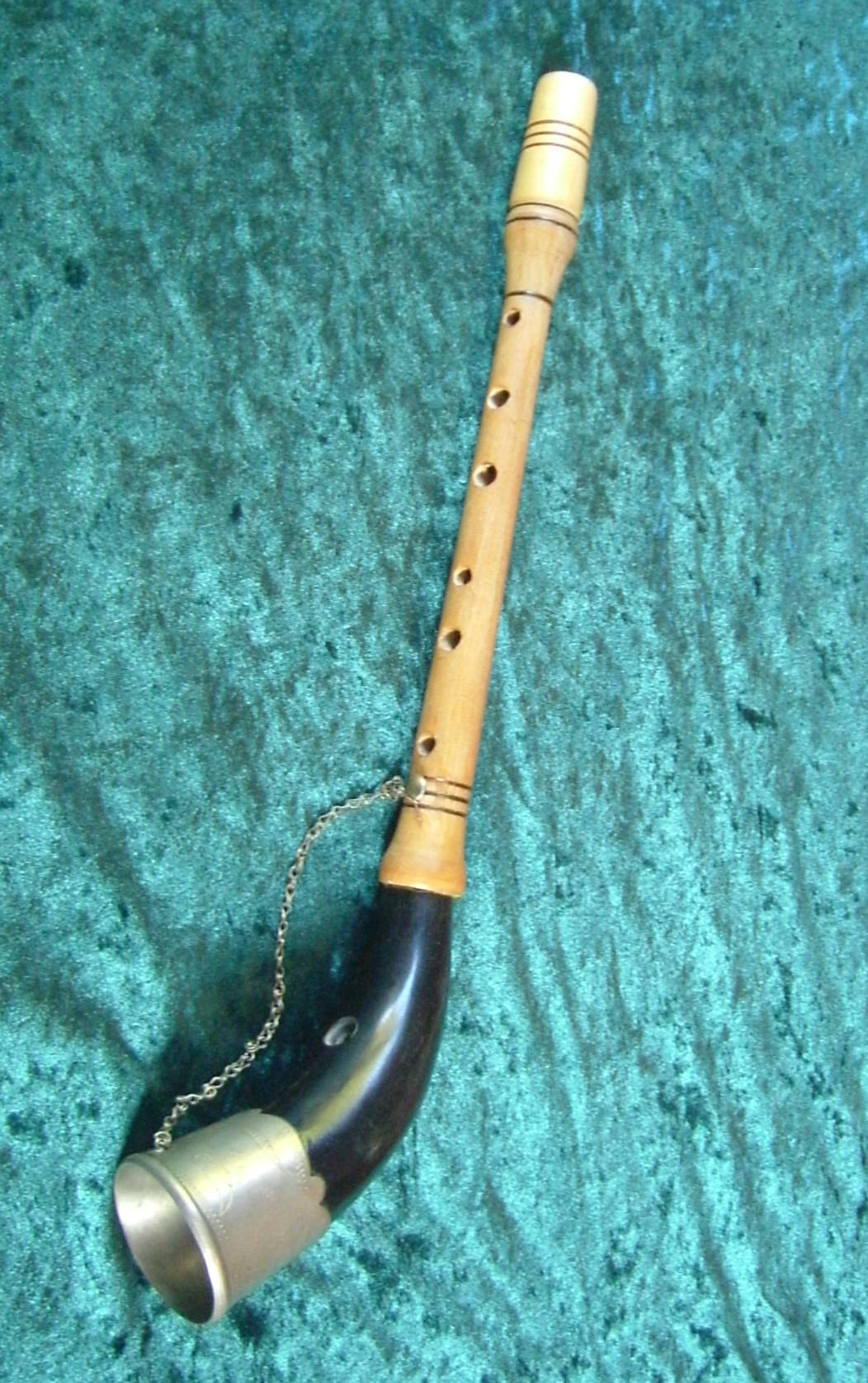
Rischok

Rischok, auch rizhok, rižok (ukrainisch ріжок), rih (ukrainisch ріг, „Horn“), auch rozhok, rožok (russisch рожок, „Horn“) ist ein zu den Hornpfeifen gehörendes Einfachrohrblattinstrument, das im Westen der Ukraine zusammen mit der Naturtrompete trembita bei den Huzulen vorkommt. Es hat zwischen drei und sechs Grifflöcher (manchmal auch keines). Meistens wird es aus einem zylindrischen Rohr mit einem Rinderhorn als Schalltrichter angefertigt. Seltener werden  rischok mit Doppelrohrblättern verwendet. 
Moderne Ausführungen können einen Korpus aus Holz mit sieben Grifflöchern haben, als Material für das Blatt wird auch Kunststoff verwendet. Das Rohrblatt kann von einer hölzernen Windkapsel umschlossen sein. Der Tonumfang beträgt bis zu einer Oktave.
Die rischok gehört zu einer Gruppe von Hornpfeifen in Russland und Belarus entsprechend der schaleika, die regionale Namen wie pischtschik, tscharotka oder dudka (ansonsten eine Flöte) tragen.